# روتی‌یروی
روتی‌یَرْوی (به فنلاندی: Rautjärvi) یک منطقهٔ مسکونی در فنلاند است که در کارلیای جنوبی واقع شده‌است.